# Shay Whitcomb
Shay Lane Whitcomb (Thousand Oaks, California, 28 de septiembre de 1998), más conocido como Shay Whitcomb, es un jugador profesional estadounidense de béisbol que se desempeña en la posición de campocorto en Houston Astros, equipo de las Grandes Ligas de Béisbol (MLB).

## Carrera
En 2024, Whitcomb hizo su debut en la MLB con el equipo Houston Astros, donde lleva jugando una temporada.